# 다이나북 새틀라이트

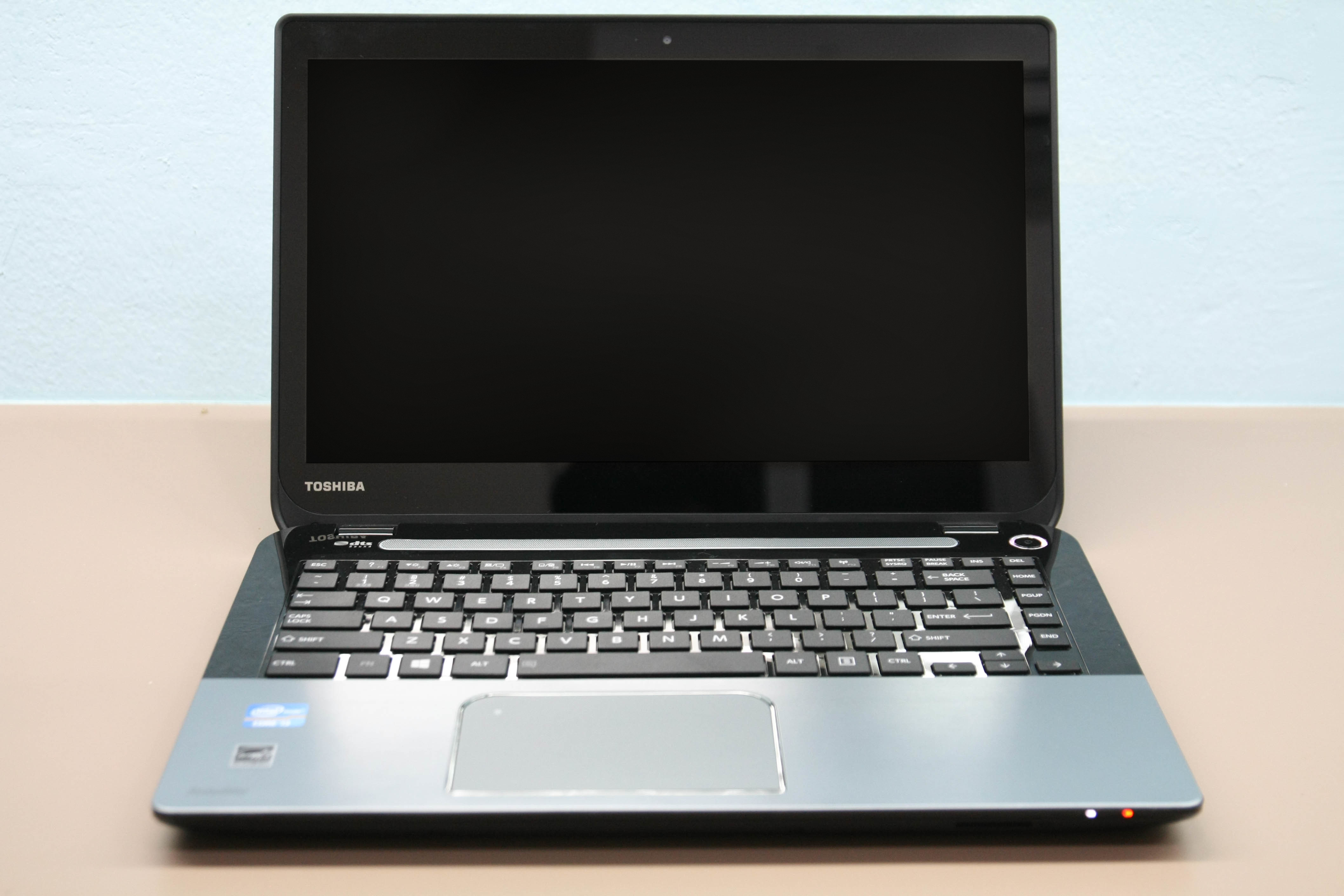
도시바 새틀라이트 S40t 노트북

다이나북 새틀라이트(Dynabook Satellite)에 대한 설명이다. 새틀라이트 프로(Satellite Pro, 구 Satellite)는 이전 도시바의 컴퓨터 자회사였던 일본의 다이나북(Dynabook Inc.)에서 설계하고 제조한 노트북 컴퓨터 제품군이다. 새틀라이트 프로는 현재 소비자용 E 시리즈와 비즈니스용 테크라(Tecra) 시리즈 제품 사이에 위치한다.
1990년대 초에 출시된 이 시리즈의 초기 모델은 IBM의 씽크패드 제품군과 직접적으로 경쟁한 최초의 모델 중 하나였다. 도시바 새틀라이트 제품군의 모델은 주요 소매업체에서 소비자에게 판매되는 보급형 모델부터 기업 채널을 통해 판매되는 "Pro" 접미사가 붙은 본격적인 비즈니스 노트북까지 매우 다양했다. 2016년, 도시바가 개인용 컴퓨터 시장에서 철수하면서 새틀라이트 라인이 종료되었다. 2020년 샤프가 컴퓨터 부문을 다이나북으로 인수한 후 새틀라이트 프로(Satellite Pro)가 다시 출시되었다.